# Municipio de Midway (Carolina del Norte)
El municipio de Midway (en inglés: Midway Township) es un municipio ubicado en el  condado de Davidson en el estado estadounidense de Carolina del Norte. En el año 2010 tenía una población de 12.181 habitantes.

## Geografía
El municipio de Midway se encuentra ubicado en las coordenadas 35°59′17.43″N 80°12′40.67″O / 35.9881750, -80.2112972.